# Réservoir de Soodla
Le réservoir de Soodla (en estonien : Soodla veehoidla) est un lac artificiel dans le comté de Harju en Estonie,.

## Géographie
Le réservoir de Soodla est un lac artificiel situé sur la rivière Soodla dans la commune d'Anija à 40 kilomètres de Tallinn. 
Sa superficie est de 261,7 hectares d'eau soit 271,7 hectares avec ses îles. 
Le réservoir de Soodla mesure 9,5 kilomètres de long et près de 1,5 kilomètres de large et sa capacité est de 9,685 km3.
Sa profondeur moyenne est de 4 mètres et sa profondeur maximale de 13 mètres.
La longueur de son rivage est de 25 730 mètres.
La circulation avec un moteur, y compris un moteur électrique, est interdite sur le réservoir.
Le réservoir de Soodla est longe au sud par la route nationale 13.

## Historique
Le réservoir a été développé à l'été 1981. 
Le réservoir élargit la rivière Soodla sur plusieurs kilomètres. Le plan d'eau atteint jusqu'à 13 mètres de profondeur à l'extrémité du barrage. 
Le réservoir Soodla a été construit comme installation du système d'approvisionnement en eau de Tallinn car l'eau de la rivière Soodla était très propre. 
À l'époque soviétique, le réservoir était entouré d'un terrain d'entraînement de l'armée soviétique et la zone était fermée au public. Actuellement, la zone de protection paysagère de Põhja Kõrvemaa est située sur ce territoire. Le territoire de la zone protégée a toujours été une zone avec une population clairsemée et un paysage naturel diversifié. Il existe désormais des sentiers pédestres et cyclables.
Depuis fin 2008, une centrale hydroélectrique exploitée par OÜ Uus Energia est en service au barrage du réservoir de Soodla.